# Zubovce (Kumanovo)
Zubovce (macedónul: Зубовце) település Észak-Macedóniában, az Északkeleti körzetben, Kumanovo községben.

## Népesség
| Lakosok száma | 355  | 409  | 445  | 395  | 223  | 109  | 98   | 57   | 13   |
|               | 1948 | 1953 | 1961 | 1971 | 1981 | 1991 | 1994 | 2002 | 2021 |

- 2002-ben 57 lakosa volt, akik mindannyian macedónok.